# Turtle (U-Boot)
Die Turtle (Schildkröte) ist ein historisches Wasserfahrzeug. Sie gilt als erstes richtiges U-Boot, da als Antrieb zwei über Handkurbeln betriebene Schrauben dienten und nicht, wie bei allen Vorläufern, ein Segel oder Ruderer an der Wasseroberfläche das Gefährt unter Wasser antrieb. Außerdem war die Turtle auch das erste U-Boot, das in einem Krieg eingesetzt wurde.

## Geschichte

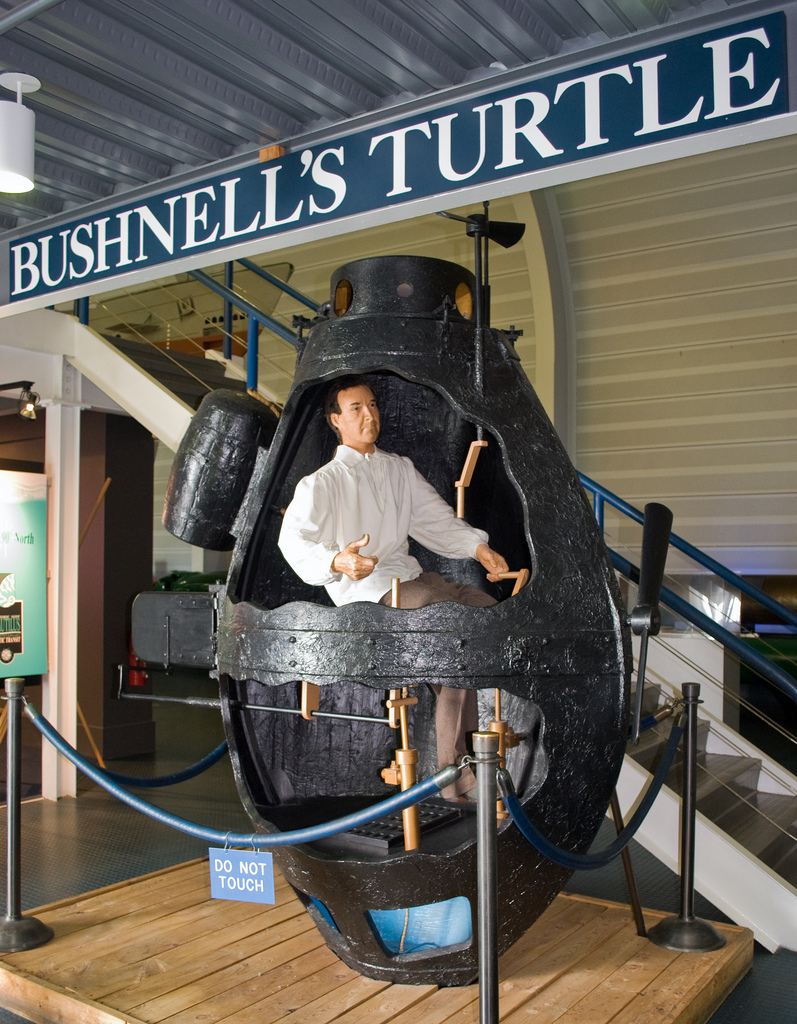
Ein Model der Turtle im U.S. Navy Submarine Force Museum and Library in Groton.

Die Turtle wurde vom Amerikaner David Bushnell, einem Absolventen der Yale-Universität, im Jahre 1776 mit dem Ziel gebaut, die Blockade amerikanischer Häfen durch die britische Royal Navy durch das Anbringen explosiver Ladungen an gegnerischen Schiffen unter Wasser in Häfen zu brechen.
Von außen betrachtet sah das Boot einer großen Mördermuschel bzw. einer Schildkröte (engl. Turtle) ähnlich, weshalb es auch diesen Namen erhielt. Die Turtle war etwa 2,5 m lang, 2 m hoch und knapp 1 m breit. Sie bestand aus zwei miteinander verbundenen, muschelähnlichen Holzhüllen; alle Verbindungsnähte und Spanten waren mit Pech abgedichtet. Sie bot Platz für einen Mann Besatzung, welcher ein Ruder und eine Propellerschraube bedienen musste. Zum Tauchen wurde Wasser in den Rumpf der Turtle eingelassen, das anschließend wieder manuell, mit zwei Pumpen, herausgepumpt wurde, um aufzutauchen. Der Entwicklungsidee des U-Boots lag bereits der spätere Einsatz als Waffe zugrunde. Das U-Boot sollte sich feindlichen Schiffen unter Wasser nähern, dann ein Loch in den Rumpf bohren und dort eine Explosivladung platzieren, welche nach einer Weile detonieren sollte. Vor dem ersten Einsatz wurde das U-Boot im Connecticut River intensiv durch Ezra Bushnell, den Bruder des Erfinders, getestet.
Das Tauchboot überstand den Krieg nicht. Es lief an Bord einer Fregatte auf Grund. Eine detaillierte Beschreibung erfolgte 1787 durch den Konstrukteur für den damaligen Präsidenten der USA, Thomas Jefferson. Aufgrund dieser Beschreibung wurde ein Modell des Bootes zwei Jahrhunderte später von der Smithsonian Institution nachgebaut.

## Einsätze
Am 7. September 1776 wurde sie im amerikanischen Unabhängigkeitskrieg eingesetzt. Der amerikanische Sergeant Ezra Lee lenkte die Turtle. Ziel war es, das britische Kriegsschiff HMS Eagle, das vor Liberty Island vor Anker lag, zu zerstören. Zwei Versuche, eine mit Schießpulver gefüllte Zeitbombe am Rumpf zu befestigen, scheiterten, da die Eagle mit Metall beschlagen war. Sergeant Lee brach das Unternehmen schließlich ab.
Neueren Erkenntnissen der Admiralität zufolge, 200 Jahre später, erhielt die Eagle ihre Kupferbeplankung erst später. So kann davon ausgegangen werden, dass Ezra Lee entweder auf eine eiserne Befestigung stieß oder durch den benebelten Effekt einer CO2-Vergiftung durch seine eigene Atemluft entmutigt wurde und deshalb das Unternehmen abbrach.
Später gab es zwei weitere, erfolglose Angriffe.
Nach Ansicht einiger Autoren seien die Einsätze der Turtle als Mythen abzulehnen. Als Argument wird unter anderem angeführt, dass die Bedienung der Turtle durch einen einzelnen Menschen schon allein hinsichtlich der abgeforderten Kraft beziehungsweise Leistung im zeitlichen Rahmen eines Einsatzes nicht realistisch sei. Dazu wurde errechnet, dass für den Betrieb der Turtle etwa 180 W erforderlich waren, während ein Mensch zu maximal 61 W über 10 min hinweg in der Lage sei. Außerdem ergebe sich aus einem Brief von George Washington an den damaligen US-Botschafter in Paris, Thomas Jefferson, dass der hier beschriebene Angriff der Turtle nie stattgefunden habe. Möglicherweise sei die Turtle nicht einmal auf einer Übungsfahrt erprobt worden.